# 島村由花
島村 由花（しまむら ゆか、1965年 - ）は、日本のエッセイスト、コラムニスト。

## 来歴
1965年、大阪府豊中市でアイルランド系4世として生まれる。1984年、大阪府立渋谷高等学校卒。第36期生。大阪青山短期大学国文科を上代文学専攻で卒業後、大手銀行・生保の派遣社員を経て結婚、介護に専念した後、文筆業を開始。

## 人物・エピソード
1967年、2歳のとき喘息を発病。アトピー、鼻炎、花粉症、食物アレルギー、化学物質過敏症、蕁麻疹など、ほとんどのアレルギー症状を持つ。
1995年、当時多発していた喘息薬の副作用事故に遭い、自力で一命は取りとめたものの、発作性頻脈の後遺症に悩まされる。その体験を書いた闘病記『雨…アレルギーが治らない時』は、2000年に『アレルギーと生きる』として出版され、喘息予防治療ガイドライン改定に影響を与えた。2008年1月30日には、大阪府立大学看護学部闘病記文庫『闘病記読もう会』の活動とともに、NHKの『生活ほっとモーニング』にて紹介された。
2001年、喘息を軽くする「丹田呼吸法」を習得するために、合気道をはじめる。現在初段。
所持していた図書館司書資格のレファレンス能力が高く評価され、2009年、朝日新聞出版『kotobank（デジタル版・知恵蔵）』の執筆者に抜擢された。

## 受賞歴
- 1999年 『雨…アレルギーが治らない時』にて、新風舎出版賞ノンフィクション部門最優秀賞受賞。
- 2004年 『祖母ハンナ・オコンネルと私』が、文藝春秋04年版ベスト・エッセイに選ばれる。

## 著書
- 『アレルギーと生きる』（フーコー出版、星雲社 ISBN 4-434-00447-6 C0047）
- '04年版ベストエッセイ集『人生の落第坊主』（日本エッセイストクラブ編、文春文庫 ISBN 978-4-16-743422-9 C0195）